# Фарадж ан-Насір
Насіруддін Абу-Саадат Фарадж ан-Насір (араб. ناصر الدین فرج; 1386–1412) — мамелюкський султан Єгипту з династії Бурджитів.

## Життєпис
Був сином султана Баркука від грецької невільниці. Успадкував престол у 13-річному віці після раптової смерті свого батька. За його правління у країні розгорнулась боротьба за владу між різними мамелюкськими угрупуваннями. Організована головним еміром й атабеком Айтамишем і намісником у Сирії еміром Танамом аль-Хасані змова була розкрита, а всі найвидніші її учасники були страчені у травні 1400 року. Подолати опозицію Фараджу вдалось за допомогою османів. Взамін Фарадж поступився султану Баязіду завойованими ним ще у Баркука містами і землями. Скориставшись цим, Тимур 1400 року вторгся до Сирії, захопивши Алеппо, Хомс і Дамаск.
1405 року група мамелюків возвела на престол одного зі своїх ватажків — Абдул-Азіза, правління якого тривало лише кілька місяців. З 1406 до 1412 року султан здійснив п'ять походів до Сирії, метою яких були мамелюки-змовники, що втекли у Дамаск. В самому Каїрі проти Фараджа постійно організовувались змови. У вересні 1408 року з метою зміцнення влади та припинення постійної боротьби між шаріфами було впроваджено посаду наїба ас-салтана біл-актар аль-Хіджазійя (віцесултана Хіджазу), на яку поставлено Хасана ібн Аджлана.
1412, узявши з собою халіфа аль-Мустаїна, Фарадж здійснив невдалий похід до Сирії. Зазнавши поразки та був взятий в облогу в Дамаску, а халіф потрапив у полон до заколотників. Ті проголосили аль-Мустаїна султаном Єгипту, але він уперто відмовлявся від такої сумнівної честі. Невдовзі Фараджа схопили й він постав перед судом емірів. Його засудили до смерті, але аль-Мустаїн помилував його. За кілька місяців правитель Дамаска Шайх усунув халіфа від влади, а сам став султаном, відновивши у країні мир і порядок. Після смерті Шайха 1421 року султаном був проголошений його півторарічний син Ахмад.